# Thủy thủ Mặt Trăng con
Sailor Chibi Moon hay còn gọi là Chibi-usa (ちびうさ Chibi-usa Tiểu Tiểu Thố)  là một nhân vật trong bộ truyện Sailor Moon được viết bởi Naoko Takeuchi.
Sailor Chibi Moon là Senshi thứ 9 được giới thiệu trong anime 90s và thứ 7 trong manga. Khi là công chúa ở Tokyo Pha Lê thế kỉ 30, mọi người hay gọi cô là Small Lady (Công Nương Bé Xinh). Tên thật của cô là Usagi Tsukino, nhưng để tránh nhầm lẫn với Usagi - Sailor Moon, mọi người gọi cô là "Chibiusa" trong đó "chibi" (ちび) nghĩa là "bé con", "usa" (うさ) là viết tắt của từ "usagi" (うさぎ; "兎" trong chữ Hán), có nghĩa là "con thỏ".

## Thân thế

Chibi Usa dưới nét vẽ của tác giả Naoko Takeuchi

Chibi-usa sinh ngày 30 tháng 6 (cùng ngày sinh với Usagi), mang nhóm máu O, là người thuộc về tương lai, Tokyo Pha Lê thế kỷ 30. Cô du hành thời gian, trở về Tokyo thế kỷ 20. Ban đầu là để cứu mẹ cô, còn lần kế tiếp là để được đào tạo, trở thành một Sailor Senshi. Cô là con gái của Neo Queen Serenity và King Endymion, tương ứng với hóa thân trong tương lai của Tsukino Usagi (Sailor Moon) và Chiba Mamoru (Tuxedo Mặt nạ), và là cháu gái của Queen Serenity. Cô có một vật giám hộ gọi là Luna - P, và cộng sự là một chú mèo xám tên Diana - con của Luna và Artemis.
Lần đầu tiên xuất hiện trong Anime, cô khoảng 6 tuổi. Ở manga, cô khoảng 903 tuổi, nhưng thân thể và tính cách cô vẫn như đứa bé 6 tuổi. Sự chậm trễ trong quá trình lão hóa của cô là do sức mạnh của Pha Lê Bạc và thực tế là sức mạnh của một Chiến binh thủy thủ trong cô vẫn chưa được thức tỉnh hoàn toàn. Trong Anime, trước khi có được sức mạnh trong vai trò là Sailor Chibi Moon, Chibi-usa cũng có sức mạnh tạo ra một cột năng lượng từ biểu tượng hình mặt trăng lưỡi liềm xuất hiện trên trán cô. Cô có xu hướng tạo ra cột năng lượng này khi lo lắng hoặc sợ hãi, và nó có thể nhìn thấy từ xa. Gia tộc Mặt Trăng đen dùng cách này để theo dõi cô.
Cô đã sử dụng Luna-P để đánh cắp chìa khoá Không-Thời gian của Sailor Pluto và viên Pha lê Bạc huyền thoại.

Diana. Chú mèo của Chibi-usa.

Trong ngoại truyện Parallel Sailor Moon, Chibi-usa được nhìn thấy đang trên đường đến trường học thêm cùng với Hotaru. Chibi-usa lúc này chỉ mới 15 tuổi (thay vì 903 tuổi) và cô mơ ước được trở thành một nhân viên công chức. Giống như cha mình, cô đeo kính. Cô cùng em gái cô - Kousagi - thay phiên nhau chăm sóc những chú thỏ họ nuôi. Chibi-usa đặt biệt danh cho em gái mình là "Chibi". Trong bản này, Chibi-usa và Usagi vẫn hay cãi nhau.

### Nhạc kịch
Trong Sailor Moon Musicals, cô được đóng bởi Ai Miyakawa, Mao Kawasaki, Natsumi Takenaka, Tamaki Dia Shirai, Ayano Gunji, Arisu Izawa, Kasumi Takabatake, Noel Miyazaki, Aisha Yamamoto, Nanami Ohta, Mina Horita và Moe Oosaki. Cô có 4 Image Song: "Matamata Chibiusa Desu", "Pinky Typhoon", "Chibiusa Kokoroiki" và "Chibiusa No Hanran".
Cô được đóng bởi 13 nữ diễn viên khác nhau - là người được nhiều diễn viên đóng nhất trong số các Sailor Senshi. Đó là vì có hai nữ diễn viên cùng đóng vai cô trong một vở nhạc kịch.

### Gia đình
Cha mẹ của Chibi-usa là Nữ hoàng và Đức vua của Tokyo Pha Lê - Neo Queen Serenity và King Endymion.
Trong Sailor Moon R, cô trở về thế kỉ 20 để tìm kiếm Pha Lê Bạc - thứ mà cô tin rằng có thể cứu được mẹ mình.
Neo Queen Serenity được bảo vệ bởi một chiếc quan tài làm bằng pha lê trong trạng thái ngủ đông sau một vụ tấn công Tokyo của những kẻ cầm đầu hành tinh Nemesis.
Trong Parallel Sailor Moon, cô có một đứa em gái tên là Kousagi Tsukino - cũng là một Senshi.
Ông bà của cô là Ikuko và Kenji Tsukino. Cô thích chơi với cậu của mình - Shingo Tsukino.

### Các mối quan hệ
Sự xuất hiện của cô bé Chibiusa đã khiến cộng đồng fan hâm mộ bị chia rẽ khá mạnh mẽ. Ở Nhật Bản, các fan hâm mộ manga tỏ ra rất yêu thích nhân vật mới đáng yêu này, nhưng ở Mỹ thì ngược lại. Nguyên nhân phần lớn xuất phát từ phân cảnh Chibiusa du hành ngược về quá khứ và có thái độ lệch lạc đối với Mamoru. Nhưng có mấy ai hiểu được rằng khi Chibiusa trở về quá khứ, cô bé chỉ vỏn vẹn tròn 10 tuổi. Mamoru là người đầu tiên ở không gian quá khứ đối xử tốt với cô bé. Đó là lí do cô bé tin tưởng anh ấy tuyệt đối.
Trong tương lai, Usagi và Mamoru sẽ thừa kế Vương quốc Mặt trăng, trở thành Nữ hoàng Serenity và Quốc vương Endymion. Về mặt sinh học, họ là cha mẹ của Chibiusa. Có thể cô bé Chibiusa đã “crush nhẹ” anh chàng Mamoru ở không gian quá khứ, chứ không phải là Quốc vương Endymion - phụ huynh của cô bé.
Chibi-usa thích Helios/Pegasus cả trong Manga lẫn Anime. Cậu luôn tìm đến cô trong suốt Season 4 của Series và họ đã phát triển một mối quan hệ thân thiết, gần gũi với nhau. Khi Chibi-usa và các Senshi khác đánh bại Nehellenia, cô và Helios đã trao nhau một nụ hôn trước khi Helios rời đi.
Trong Sailor Moon SuperS Movie, cô và Peruru dường như đã có một chút tình cảm với nhau. Cuối phim, Chibi-usa đã đặt lên má Peruru một nụ hôn.
Trong Sailor Moon R, Chibi-usa được thể hiện như là một đứa trẻ vô cùng yêu quý, quấn quýt bố mình.
Chibi-usa còn rất thân thiết với Meioh Setsuna, do khi cô là công chúa ở Tokyo Pha Lê thế kỷ 30, cô rất cô đơn và chỉ có Thủy thủ Sao Diêm Vương (Sailor Pluto) làm bạn. Bên cạnh đó khi Chibi-usa trở về quá khứ luyện tập làm Chiến binh thủy thủ, cô đã kết bạn với Tomoe Hotaru, một cô gái vốn rất cô đơn mà sau này là hiện thân của quái vật Daimon Mistress 9 và Thủy thủ Sao Thổ (Sailor Saturn).
Ngoài ra, cậu bạn cùng lớp Kyuusuke Sarashina được cho là rất thích Chibi-usa. 
Chibi-usa bị rất nhiều người ghét vì yêu bố theo nghĩa đúng 

## Biệt hiệu

### Sailor Chibi Moon
Là hình dạng thứ hai của Chibi-usa sau khi biến hình.

### Black Lady
Khi Chibi-usa trở về quá khứ để kêu gọi sự giúp đỡ của nhóm Thủy Thủ Mặt Trăng, cô bé đã phải lòng Mamoru, bạn trai của Usagi và anh cũng chính là bố của Chibi-usa trong tương lai. Do đó cô bé rất thích trêu chọc Usagi, chen vào mối quan hệ của cặp đôi. Dù biết tình cảm dành cho Mamoru là sai trái, Chibi-usa vẫn không thể quên được anh và sự đố kỵ trong tim cô bé trở thành liều thuốc độc. Sau khi bắt cóc Chibi-usa, Wiseman biến cô thành một người con gái quyến rũ và tàn nhẫn (tầm tuổi thiếu niên hoặc 20 tuổi) tự xưng là Black Lady (Hắc Nguyệt Công Nương). Black Lady bị tẩy não để chiến đấu cùng Gia tộc Mặt Trăng đen, chống lại Sailor Moon và đồng đội của cô. Rồi Black Lady không ngần ngại bày tỏ tình yêu với Mamoru, bấp chấp mọi thủ đoạn khiến Usagi đau đớn, bị tổn thương. Về sau, cô trở lại với hình dạng và tuổi ban đầu của mình. Ở manga, trong trận chiến với Black Moon, quyền năng của một Sailor Senshi được thức tỉnh và cô biến thành Sailor Chibi Moon (Trong Anime, cô đơn giản chỉ là thay đổi thành hình thức Công chúa khi chiến đấu). Cô giúp mọi người để cứu mẹ mình và cuối cùng thì quay trở về tương lai.

### Princess Serenity (Usagi Small Lady Serenity)
Vào thế kỷ 30, Chibi-usa sống cùng với cha mẹ ở Tokyo Pha Lê.

## Những phụ kiện của Thủy thủ Mặt Trăng chibi

### Luna-P

Luna-P (hình ảnh trong Sailor Moon Crystal)

Luna-P là một thiết bị được sử dụng bởi Chibiusa, được đưa cho cô bởi Thủy thủ Sao Diêm Vương. Đó là người bạn thân thiết của cô và nó có một sự tương đồng mạnh mẽ với Luna. Trong cả hai phiên bản manga và anime, Luna-P dường như có một chút tự nhận thức; Nó đi theo Chibiusa và bảo vệ cô. Cô cũng có thể sử dụng Luna P để liên lạc với Thủy thủ khác. Luna-P xuất hiện trong tập 60 trong Anime 90s.
Chibiusa đã sử dụng Luna-P với nhiều mệnh lệnh khác nhau. Trong manga, Chibiusa đã sử dụng Abracadabra Pon, một cụm từ được Pluto dạy cho cô, bất cứ khi nào cô cảm thấy buồn. Cô cũng biến Luna-P (trong cả manga và anime) thành một chiếc ô để thôi miên gia đình của Usagi nghĩ rằng cô là em họ của họ. Trong anime, Chibiusa đã sử dụng Luna P Henge (khi cô ở hình dạng bình thường hoặc Thủy thủ) để biến Luna-P thành một đối tượng mà cô mong muốn. Cô ấy cũng đã sử dụng Luna-P để tạo ra một món quà cho Ami khi cô ấy chuẩn bị đi du học ở Đức. Cô cũng sử dụng các đòn tấn công - Luna P Shouka (trong anime) và Luna P Attack (trong hai trò chơi video).
Phản ứng của Black Lady đối với Luna-P khác nhau giữa anime 90s và manga. Trong anime, Black Lady đã xem thiết bị này như người bạn thực sự duy nhất của mình và sử dụng nó để tấn công các Thủy thủ. Tuy nhiên, trong manga và Crystal, Black Lady đã đập nó đi, gọi nó là một món đồ chơi ngu ngốc và trẻ con. Trong Act 28 của manga và Crystal, Luna-P hóa thân thành Pink Moon Rod khi Chibiusa mong muốn có sức mạnh để giúp đỡ bạn bè của mình.
Trong vở nhạc kịch "Pretty Soldier Sailor Moon S ~ Usagi - Con đường trở thành chiến binh của tình yêu", Luna-P được miêu tả bằng một quả bóng bay chứa đầy khí heli, và được gọi là Bóng Luna-P.
Trong trò chơi video Sailor Moon: Another Story, Luna-P được sử dụng làm điểm lưu và có thể được tìm thấy ở những nơi ngẫu nhiên trong suốt trò chơi.
- Chú thích thêm:

- Theo Album Thủy thủ Mặt trăng R Nakayoshi, Luna-P được tạo ra bởi Thủy thủ Sao Thủy trong tương lai.
- Nó có nhiều cuộc tấn công được tiết lộ trong anime 90s.
- Trong phiên bản tiếng Anh của DiC, nó được gọi là Luna-Bot, nhưng khi Cloverway tiếp quản, nó vẫn giữ nguyên tên ban đầu của mình.

### Chìa khóa không gian - thời gian
Chìa Khóa Không Gian – Thời Gian (The key of Space-Time) là vật được Chibiusa sử dụng. Nó cho phép cô bé xuyên không thông qua Cổng Không Gian – Thời Gian bằng cách gọi sự giúp đỡ của Người Bảo vệ Thời Gian (Sailor Pluto).
Để sử dụng Chìa khóa thời gian, Chibiusa hô lớn khẩu lệnh “Hỡi người bảo vệ thời gian! Xin hãy xé toạc bầu trời và mở cánh cổng không gian và thời gian. Tôi gọi tên thật của người, vị thần tối cao của thời gian, người trị vị trong thời gian, Chronos! Xin hãy bảo vệ và dẫn lối tôi đến với con đường của ánh sáng”.

Chìa khóa không gian-thời gian (hình ảnh trong Sailor Moon Crystal)

Chìa khóa thời gian có thể định vị được mê cung lập phương, những vùng nguy hiểm thật dễ dàng, nó cũng có thể lập tức đưa người sử dụng đến ngày Cánh Cổng Không Gian – Thời Gian. Việc sử dụng những chiếc chìa khóa này là điều cấm kị. Tuy nhiên, Chibi-Usa chưa bao giờ bị bất kì sự ảnh hưởng nào cho dù cô bé vẫn thường xuyên sử dụng nó để đi lại giữa thế kỉ 20 và 30.
Những chiếc chìa khóa Thời gian này thuộc về Pluto. Cô đeo chúng quanh thắt lưng của mình. Khi The Black Moon tấn công Crystal Tokyo, Chibi-Usa đã trộm một chiếc và dùng nó để quay về thế kỷ 20. Sailor Pluto không hề tức giận, mà còn hướng dẫn cô bé cách sử dụng. Trong Manga, Chibi-Usa đeo chiếc chìa khóa trên cổ cùng với viên pha lê bạc của thế kỷ 30. Và cô cùng giữ chìa khóa xuyên suốt trong Manga. Trong Anime thì chìa khóa thời gian cũng có nguồn gốc và công dụng tương tự. Nó là thứ kết nối Chibi-Usa với gia đình. Cô bé thường xuyên giữ chặt lấy món đồ này mỗi khi cảm thấy lo lắng và sợ hãi. Rất nhiều lần suốt phần R, cô bé hay nhớ nhà và sử dụng chìa khóa thời gian để trở về Crystal Tokyo. Mặc dù đã rất thành công khi trở về thế kỷ 20, cô bé lại gặp khó khăn khi làm điều ngược lại. Cứ mỗi lần Chibi-Usa sử dụng chìa khóa để bay về nơi của mình thì như thể sẽ té xuống vào phút cuối cùng, hoặc bóp méo không gian – thời gian khiến cho kẻ thù phát hiện ra cô ngay. Cuối cùng thì cô bé cũng quyết định đặt niềm tin vào các chiến binh thủy thủ, chính điều này đã khiến Chibi-Usa có thêm tự tin và sử dụng thành công lần nữa sức mạnh của chìa khóa thời gian để trở về thế kỷ 30. Kể từ sau EP.82, Chibi-Usa không còn gặp bất cứ rắc rối nào trong việc sử dụng nó nữa.
- Chú thích thêm:

– Trong Anime 90s, chìa khóa thời gian chỉ được biết đến là có một chiếc thôi. Trong Manga, mặc dù Pluto đeo khá nhiều chiếc như thế quanh thắt lưng nhưng cô chỉ đưa Sailor Moon một chiếc trong suốt Black Moon Arc.
– Có vẻ sức mạnh của chìa khóa thời gian này không thực sự tuyệt đối. Cả trong Manga và Anime, sức mạnh này đã bị chặn bởi những nhân vật phản diện (bởi Palla-Palla trong phần Dead Môn Circus của manga, bởi Queen Nehellenia trong phần đầu của phần Star.)
– Không xác định được việc bất kì ai đều có thể sử dụng chìa khóa thời gian, hay chỉ có những người có chút phép thuật mới dùng được (chẳng hạn các chiến binh thủy thủ, hay những nhân vật phản diện được thể hiện trong cả series).
– Chìa khóa thời gian chỉ mang người sử dụng đến chỗ Cổng Không gian – Thời gian, nếu muốn đi qua nó cần có sự cho phép của Sailor Pluto.

### Trâm cài hình trái tim

Trâm cài hình trái tim của Chibiusa (hình ảnh trong Anime 90s)

Trâm cài hình trái tim (Prism Heart Compact) là dụng cụ biến thân đầu tiên của Chibiusa. Để trở thành Sailor Chibi Moon, cô phải hô to khẩu lệnh “Moon Prism Power, Make Up!” (giống hệt câu lệnh mà mẹ cô đã dùng để biến hình thành Sailor Moon).
Cả trong bản Manga lẫn Anime 90s đều không đưa ra nguồn gốc của chiếc trâm cài này. Nó chỉ xuất hiện cùng Chibiusa khi cô bé trở về thế kỷ 20 sau chuyến nghỉ hè kéo dài cùng cha mẹ và mọi người ở thế kỷ 30. Tuy nhiên, giả định hợp lý nhất là nó được tạo ra bởi mẹ cô bé, Neo-Queen Serenity. Có lẽ nó cùng được tạo ra với Cosmic Heart Compact và Spiral Heart Moon Rod, hai vậy được trao cho Sailor Moon.
Trong Manga, viên Pha Lê Ảo Ảnh nằm trong Prism Heart Compact và nó cũng có thể tháo ra dễ dàng. Cũng giống như Usagi, Chibi Usa cũng gắn những chiếc trâm cài biến thân này trên chiếc nơ trước ngực của bộ áo đồng phục. Ở cuối Arc 3, Misstress 9 trong cơ thể của Hotaru Tomoe đã cướp lấy chiếc trâm có chứa viên pha lê bên trong. Vì Pha Lê Ảo Ảnh hợp nhất với chủ nhân của nó, cho nên khi bị cướp lấy Prism Heart Compact, Sailor Chibi Moon đã trở lại với hình dạng người thường, và bị cướp mất "Thánh thể" (Nói cho dễ hiểu là linh hồn của cô bé). Việc đó đã khiến tim cô ngừng đập. Tuxedo Mask đã dùng khả năng trị thương của mình để duy trì mạng sống cô bé cho đến lúc linh hồn của Hotaru mang trả lại chiếc trâm cùng viên pha lê thì Chibi Usa có thể biến thân thành dạng chiến binh và tiếp tục tham gia trận chiến. Trong Arc thứ 4, chiếc Prism Heart Compact đã được nâng cấp thành Chibi Moon Compact bởi Pegasus.
Trong Anime, Prism Heart Compact không chứa viên Pha Lê Ảo Ảnh bên trong tuy nhiên vẫn giúp Chibi Usa có thể biến thân thành dạng chiến binh như trâm cài của Usagi. Cũng bởi do không có viên pha lê, nên vai trò của chiếc trâm này không thật sự quan trọng nhiều như trong Manga. Và cho đến đầu phần Super S, nó được nâng cấp thành Chibi Moon Compact bởi Pegasus.
- Chú thích thêm:

– Trong Anime, Prism Heart Compact không bao giờ được mở ra. Tuy nhiên trong Animation Artwork và đồ chơi thì có tiết lộ phía bên trong của chiếc trâm cài này như thế nào. Cuối cùng thì cùng không biết lí do chiếc trâm này có thể mở ra để làm gì nếu như bên trong nó không có bất kì thứ gì hết.
– Tên của chiếc trâm này không được nhắc đến trong cả hai phiên bản. Tuy nhiên, trong quyển Nakayoshi Anime aAlbum phát hành ở nửa mùa đầu phần S, nó được đề cập đến với hai cái tên là Pink Sugar Compact và Prism Heart Compact. Và do phiên bản đồ chơi của chiếc trâm này đã được Bandai sử dụng cái tên Prism Heart Compact.
– Trong Manga thì chiếc trâm này có hình trái tim. Tuy nhiên trong Anime, các đường nét này vẫn được giữ lại và được đặt trên một cái nền tròn.

### Chuông pha lê

Chuông pha lê (hình ảnh trong Anime 90s)

Chuông Pha Lê (The Crystal Carillon) được Pegasus trao cho Chibiusa để cô có thể kêu gọi sự giúp đỡ của Pegasus trong các cuộc chiến đấu. Chiến thuật này được gọi tên là “Twinkle Yell – Tiếng Vang Lấp Lánh”. Để thực hiện nó, Sailor Chibi Moon rung chuông pha lê và nói “Xin hãy bảo vệ giấc mơ của mọi người, hỡi thần Pegasus”. Lúc đó, Pegasus sẽ xuất hiện và trao cho Super Sailor Moon năng lượng để cô khai triển tuyệt chiêu kết liễu “Moon Gorgeous Meditation”.
Ở trong Manga, chiếc chuông này rất nhỏ, có thể nằm gọn trong lòng bàn tay và được sử dụng chủ yếu làm công cụ giao tiếp giữa Chibiusa và Pegasus; cô chỉ khai triển “Twinkle Yell” đúng một lần.
Trong Anime 90s, Chuông Pha Lê là vật dụng được nâng cấp từ Gậy Mặt Trăng Hồng / The Pink Moon Stick của Sailor Chibi Moon. Nó lớn hơn phiên bản Manga và được thiết kế, trang trí công phu hơn. Chuông Pha Lê chỉ được sử dụng để gọi thần Pegasus trong chiến đấu. Để gặp gỡ, đối thoại với Pegasus trong đời thường, Chibiusa sử dụng một vật có tên “The Stallion Rêve”. Chuông Pha Lê xuất hiện ở hầu hết các tập phim của phần SuperS vì tuyệt chiêu Moon Gorgeous Meditation của Siêu Thủy Thủ Mặt Trăng là chiêu thức kết liễu chính trong phần này.
Mặc dù Chuông Pha Lê không phải là một vũ khí, song nó có thể sử dụng để tấn công (dù không mấy hiệu quả). Trong Episode 157, Mặt Trăng Con sử dụng Chuông Pha Lê để khai triển đòn tấn công rất giống đòn “Pink Sugar Heart Attack” song nó chưa bao giờ được gọi tên.
- Chú thích thêm:

- “Carillon” là từ tiếng Pháp để gọi “chuông giáo đường”, trong tiếng Ý, nó được dùng để gọi “hộp âm nhạc”. Carillon còn là tên gọi loại nhạc cụ được tạo nên từ nhiều chiếc chuông, dựng trong tháp chuông nhà thờ hoặc tòa thị chính.
- Ở Chapter 12 trong Codename: Sailor V, một mangaka tên Marie đã tạo nên một series hài lãng mạn tên “Aurora Wedding” có cốt truyện liên tưởng đến series Sailor Moon. Trong một phân cảnh, chúng ta có thể nhìn thấy chiếc Chuông Pha Lê của Chibiusa.
- The Crystal Carillon/Chuông Pha Lê làm liên tưởng đến vũ khí The Strawberry Bell của nhân vật Ichigo Momomiya/Mew Ichigo trong manga series: Tokyo Mew Mew.
- Việc Chuông Pha Lê có thể được sử dụng để khai triển đòn tấn công Pink Sugar Heart Attack trong Anime 90s là hoàn toàn hợp lý. Suy cho cùng, ở trong Anime, Chuông Pha Lê là trang bị được nâng cấp từ Gậy Mặt Trăng Hồng (The Pink Moon Stick) nên năng lượng tấn công của nó có thể đã được giữ lại.

## Trang phục

### Anime
- Trong bộ trang phục này, trên vòng cổ của Sailor Chibi Moon có đính một hình trái tim màu hồng và có trâm cài áo biến hình gắn ở nơ. Màu chủ đạo trong trang phục của cô là hồng (váy, cổ áo, bốt, vòng cổ, viền găng tay) và màu nhấn là màu đỏ (nơ sau, nơ trước). Bốt của cô cao tới đầu gối, màu hồng, có viền hình chữ V lật ngược màu trắng. Đá đính trên vương miện cô có màu đỏ. Cổ áo có hai sọc trắng, bông tai có màu hồng, thiết kế đơn giản. Cô đeo hai chiếc kẹp tóc màu đỏ viền trắng trên búi tóc của mình, có đính thêm phụ kiện trông giống như tai thỏ. Trong tập 111, cô đã có thêm 2 chiếc kẹp tóc lông vũ trên đầu sau khi Sailor Moon thu phục được Chén Thánh. Miếng đệm vai và viền găng tay của cô bé cũng khác so với mọi người. Chúng chỉ có hai thay vì ba.
- Super Sailor Chibi Moon (Sailor Moon SuperS - Nửa đầu Sailor Moon Sailor Stars): Khi được nâng lên cấp Super, trang phục của Sailor Chibi Moon hoàn toàn thay đổi. Miếng đệm vai của cô trở nên trong suốt, có đầu nhọn giống Sailor Moon. Chibi Moon vẫn đeo kẹp tóc lông vũ trên đầu. Vòng cổ của cô biến thành màu vàng, đính trái tim màu hồng. Sọc ở cổ áo cô có màu vàng. Nơ sau trở nên dài hơn, có màu trắng và hơi lượn sóng. Bốt của cô có đính thêm mặt trăng lưỡi liềm màu vàng. Đầu váy được trang trí bằng một dây đai màu vàng, ở giữa có đính hình trái tim màu đỏ.Viên đá trên vương miện được thay bằng trăng lưỡi liềm. Sự thay đổi rõ ràng nhất chính là ở phần váy của cô. Chúng không còn màu hồng mà thay vào đó là màu trắng, viền màu vàng và màu hồng.

### Manga
- Bộ trang phục của cô trong manga gần như giống hệt trong Anime, ngoại trừ việc trâm cài tóc lông vũ của cô đã xuất hiện ngày từ đầu, và ở vòng cổ của cô có đính hình mặt trăng lưỡi liềm. Về sau, mặt trước vòng cổ của cô chuyển thành một hình trái tim màu hồng trong arc Infinity.
- Super Sailor Chibi Moon: Cổ áo của cô có hai màu: hồng phía trước, vàng phía sau. Ở đoạn hơi quá vai, hai màu trộn lại với nhau. Ở dưới váy cũng là những màu tương tự phần cổ áo. Thay đổi một chút là màu vàng trước, màu đỏ sau, xen giữa hai màu là màu hồng.
- Eternal Sailor Chibi Moon: Vương miện của cô đính một ngôi sao màu hồng. Miếng đệm vai của cô phồng lên, trở nên trong suốt, đính bên dưới là hai mảnh vải trang trí màu hồng. Găng tay dài đến tận cánh tay cô. Trong artbook minh hoạ, cô có đeo dây ruy băng chứ V màu hồng, đính ngôi sao năm cánh ở cổ tay, nhưng nó lại không xuất hiện trong manga chính. Trâm cài của cô biến thành một ngôi sao màu hồng. Thắt lưng của cô có hai dải ruy băng màu hồng: Một hồng nhạt và một hồng đậm hơn. Nơi giao nhau của hai dải ruy băng được đính bằng một ngôi sao vàng. Nơ sau của cô có màu hồng nhạt. Váy của cô có hai lớp: Một hồng và một hồng nhạt. Bốt của cô cao đến đầu gối, trắng. Có đường viền hình chữ V màu hồng, đính ngôi sao năm cánh. Bông tai của cô có màu hồng và có hình ngôi sao năm cánh. Cô không được gọi là Eternal Sailor Chibi Moon trong bất kì thông tin chính liên quan nào. Nó chưa bao giờ được tiết lộ và có lẽ nó chỉ có một tên duy nhất như khi cô còn ở hình thức Super.

### Nhạc kịch
Trong Musicals, trang phục của Sailor Chibi Moon có hai phiên bản khác nhau.
Sailor Chibi Moon: Cổ áo và tay áo của Chibi Moon có màu hồng, trong khi viền găng tay và nơ của cô có màu đỏ hoe. Trâm cài trước ngực cô là một hình trái tim, giống với Cosmic Heart Compact của Sailor Moon. Váy của cô có hai lớp: Một lớp màu hồng ở trên, một lớp màu đỏ bên dưới. Bốt của Chibi Moon có màu hồng, viền chữ V lật ngược màu vàng. Vòng cổ của cô có màu hồng, viền vàng, đính ở giữa là một trái tim màu vàng với đôi bông tai cùng màu. Không giống Anime và Manga, đá đính trên vương miện của cô là màu hồng thay vì màu đỏ. Trâm cài ở hai búi tóc của cô được đính thêm kim tuyến, và chiếc lông vũ của nó có màu bạc. Tất cả những trang trí trên trang phục của cô đều có màu vàng (kể cả sọc áo). Phiên bản trang phục này không bao giờ xuất hiện sau vở Sailor Moon S - Henshin - Super Senshi E No Michi (Kaiteiban)
Super Sailor Chibi Moon: Trang phục của cô lúc này giống với Anime và Manga. Nơ phía trước của cô đã chuyển thành màu đỏ, có đính trâm cài áo. Chiếc trâm này có thiết kế tương tự như Chibi Moon Compact. Một chiếc giống hệt cũng được đính ở thắt lưng. Viền găng tay và bốt của cô có màu hồng. Trên bốt có đính mặt trăng lưỡi liềm. Vòng cổ của Sailor Chibi Moon có màu bạc, viền vàng, đính một trái tim màu đỏ ở trung tâm. Tay áo của cô và nơ sau có màu bạc. Váy của Chibi Moon có ba lớp: Đầu tiên là bạc, tiếp theo là vàng, cuối cùng là hồng. Vương miện của cô vẫn như cũ. Cô đã có thêm trâm cài tóc lông vũ và vẫn còn 2 chiếc kẹp tóc ở hai búi tóc.

### Princess Usagi Small Lady Serenity
Chibi-usa mặc váy đầm màu hồng có bèo dún. Trong anime, cô mặc bộ váy tương tự như của mẹ và có ký hiệu Mặt Trăng trên trán.

## Chiêu thức & Sức mạnh

### Anime
- Quyền năng

- Moon Prism Power, Make Up! (Năng lượng lăng kính mặt trăng, biến thân!) - Cô sử dụng Prism Heart Compact để biến thành Sailor Chibi Moon.
- Moon Crisis, Make Up! (Năng lượng Mặt Trăng tối cao, biến thân!) - Cô sử dụng Chibi Moon Compact (trâm cài áo biến thân) để biến thành Super Sailor Chibi Moon (Siêu Thủy Thủ Mặt Trăng chibi), cùng với Usagi - người biến thành Super Sailor Moon (Siêu Thủy Thủ Mặt Trăng).
- Các chiêu thức tấn công

- Luna-P Henge! (Luna - P biến!) - Sailor Chibi Moon sử dụng một quả bóng có hình dạng giống Luna, gọi là Luna - P. Nó sẽ biến thành bất kì thứ gì mà cô nói. Cô có thể sử dụng quyền năng này khi chưa biến hình.
- Pink Sugar Heart Attack! (Trái tim hồng ngọt ngào tấn công!) - Sức mạnh mà Sailor Chibi Moon thường diễu võ dương oai chính là Pink Moon Stick để bắn vào kẻ thù những trái tim màu hồng. Tuy nhiên, bình thường sức mạnh của nó rất yếu, chỉ dừng ở mức độ “gãi ngứa” và gây khó chịu đôi chút. Nó cũng ít khi làm theo điều khiển của Chibi Moon. Chỉ khi cô tức giận, thì sức mạnh này có sức phá hủy ngang ngửa Rainbow Heart Attack của Sailor Moon.
- Twinkle Yell! (Chuông ngân vang!) - Sailor Chibi Moon sử dụng Crystal Carillon để gọi Pegasus.
- Double Sailor Moon Kick! (Cú đá đôi của Thủy Thủ Mặt Trăng!) - Sailor Moon và Sailor Chibi Moon sử dụng chiêu thức này cùng một lúc.
- Moon Gorgeous Meditation! (Mặt trăng hoa lệ tung vỡ!) - Super Sailor Moon và Super Sailor Chibi Moon cùng tấn công bằng Kaleidomoon Scope. Chiêu thức này chỉ được cả hai cùng sử dụng trong Sailor Moon SuperS The Movie.
- Supersonic Waves (Sóng siêu âm) - Sailor Chibi Moon bắt đầu khóc, khiến hai chiếc kẹp tóc ở hai búi tóc của cô phát ra sóng siêu âm, làm thương kẻ thù.

### Manga, Sailor Moon Crystal and Eternal
- Quyền năng

- Moon Prism Power, Make Up! (Năng lượng lăng kính mặt trăng, biến thân!) - Cô sử dụng sức mạnh của Pha Lê Bạc tương lai để biến hình.
- Crisis, Make Up! (Năng lượng vũ trụ tối cao, biến thân!) - Cô sử dụng sức mạnh của Chén Thánh để biến hình.
- Moon Crisis, Make Up! (Năng lượng Mặt Trăng tối cao, biến thân!) - Được tổng hợp từ sức mạnh của Chibi Moon Compact và Chén Thánh, giúp cô biến thành Super Sailor Chibi Moon (Siêu Thủy Thủ Mặt Trăng chibi).
- Pink Moon Crystal Power, Make Up! (Năng lượng pha lê mặt trăng hồng, biến thân!) - Cô sử dụng Pha Lê Mặt Trăng Hồng để biến thành Eternal Sailor Chibi Moon.
- Các chiêu thức tấn công

- Abracadabra Pon! - Cô sử dụng Luna-P để biến thành một vật hoặc đối tượng nào đó (Cô cũng có thể sử dụng điều này khi chưa biến hình).
- Moon Princess Halation! (Hào quang Công chúa Mặt Trăng!) - Sailor Chibi Moon thực hiện chiêu thức này bằng cách sử dụng Cutie Moon Rod của Neo Queen Serenity, cùng với Sailor Moon, để đấu lại Bóng Ma Chết (Death Phantom).
- Pink Sugar Heart Attack! (Trái tim hồng kẹo ngọt tấn công!) - Cô sử dụng Quyền trượng Mặt Trăng để tấn công.
- Rainbow Double Moon Heart Ache! (Trái tim kép Mặt Trăng bảy sắc cầu vồng!) - Super Sailor Moon và Super Sailor Chibi Moon tấn công bằng cách kết hợp sức mạnh của Pink Moon Stick và Spiral Heart Moon Rod.
- Pink Sugar Tuxedo Attack! (Tuxedo hồng kẹo ngọt tấn công!) - Sailor Chibi Moon và Tuxedo Mask cùng kết hợp lại để tấn công bằng cách sử dụng Pink Moon Stick.
- Twinkle Yell! (Tiếng vọng lấp lánh!) - Super Sailor Chibi Moon sử dụng Crystal Carillon để gọi Helios.
- Moon Gorgeous Meditation! (Mặt trăng hoa lệ tung vỡ!) - Super Sailor Chibi Moon sử dụng Chibi Moon Kaleidoscope để tấn công.
- Submarine Mirror! (Chiếc gương đáy biển!) - Sailor Chibi Moon sử dụng Deep Aqua Mirror của Sailor Neptune để dịch chuyển cô tới vị trí của Sailor Neptune.
- Sonic Waves (Sóng siêu âm) - Sailor Chibi Moon bắt đầu khóc, làm hai chiếc kẹp tóc ở 2 búi tóc của cô phát ra sóng siêu âm, làm tổn thương kẻ thù.
- Double Starlight Honeymoon Therapy Kiss! (Vầng tinh nguyệt dịu êm nhân đôi!) - Sailor Chibi Moon và Sailor Moon tấn công cùng nhau bằng cách sử dụng Eternal Tiare của họ.
- Pink Lady's Freezing Kiss! (Nụ hôn thiếu nữ hồng băng giá!) - Sailor Chibi Moon kết hợp cùng các Sailor Quartet để tấn công.

### Video games
Trong các Video Games có mặt Sailor Chibi Moon, cô sử dụng các quyền năng sẵn có của mình. Nhưng sau đây là các quyền năng chỉ xuất hiện trong Video Games:
- Luna P Attack! - Được sử dụng trong Sailor Moon S: Jougai Rantou? Shuyaku Soudatsusen và Sailor Moon Supers: Zenin Sanka! Shuyaku Soudatsusen.
- Swinging Marshmallow! - Được sử dụng trong Sailor Moon S: Jougai Rantou? Shuyaku Soudatsusen và Sailor Moon Supers: Zenin Sanka! Shuyaku Soudatsusen.
- Pink Sugar Heart Ache! - Được sử dụng trong Sailor Moon S: Another Story.

## Thông tin bên lề
- Mặc dù Chibi-usa được rất nhiều trẻ em Nhật Bản hâm mộ, nhưng cô là một nhân vật không được yêu thích mấy đối với các fan nước ngoài.
- Búi tóc của Chibi-usa trông giống như một đôi tai thỏ. Với một đôi mắt đỏ, mái tóc màu hồng và bộ đồng phục cùng màu, cô trông như một con thỏ màu hồng.
- Trong Anime, đầm công chúa của cô giống hệt của Công chúa Serenity mẹ của cô. Nhưng trong Manga, đầm của cô có thiết kế và màu sắc khác.
- Môn mà Chibi-usa học tốt nhất ở trường là vẽ.
- Trong Anime, Chibi-usa được cho biết là sợ kim tiêm và sấm sét.
- Trong live action, Chibi-usa không xuất hiện. Nhưng trong Special Act, nó lại có ý nói rằng Usagi đã mang thai Chibiusa.
- Trong Special Act, Sailor Chibi Moon được gọi là "Sailor Luna".